# Juan Emilio Salinas
Pour les articles homonymes, voir Salinas.
Juan Emilio Salinas López, né à Lima le 12 juillet 1925 et mort dans la même ville le 18 septembre 2009, est un footballeur péruvien qui évoluait au poste d'attaquant.

## Biographie

### Carrière en club
Surnommé El feo (« le laid »), Salinas débute en 1948 au sein de l'Alianza Lima où il est sacré champion dès sa première saison. L'année suivante il devient meilleur buteur du championnat avec 18 buts. En 1952, il est à la fois sacré champion et meilleur buteur (22 buts). Il glane encore deux titres de champion en 1954 et 1955 avant de partir pour le Ciclista Lima où il n'aura plus le même succès. Il tire sa révérence en 1962 en jouant en deuxième division au Juventud Gloria.
Salinas demeure un joueur important de l'Alianza Lima. En effet, auteur de 102 buts en 127 matchs, il détient le meilleur ratio buts / matchs du club (0,8). C'est aussi le meilleur buteur du club face à l'éternel rival de l'Universitario de Deportes avec 18 buts. Il se distingue face à ce dernier, le 26 juin 1949, en marquant cinq des neuf buts de l'Alianza Lima sur son rival de toujours (victoire 9-1),.

### Carrière internationale
International péruvien à sept reprises, Salinas est convoqué pour la première fois à l'occasion du Championnat sud-américain de 1949 au Brésil où il marque deux buts. Il est rappelé sept ans plus tard afin de disputer le Championnat panaméricain de 1956 au Mexique où il marque à nouveau deux buts.

#### Buts en sélection
| Buts en sélection de Juan Emilio Salinas | Buts en sélection de Juan Emilio Salinas | Buts en sélection de Juan Emilio Salinas         | Buts en sélection de Juan Emilio Salinas | Buts en sélection de Juan Emilio Salinas | Buts en sélection de Juan Emilio Salinas | Buts en sélection de Juan Emilio Salinas |
|                                          | Date                                     | Lieu                                             | Adversaire                               | Score                                    | Résultat                                 | Compétition                              |
| ---------------------------------------- | ---------------------------------------- | ------------------------------------------------ | ---------------------------------------- | ---------------------------------------- | ---------------------------------------- | ---------------------------------------- |
| 1.                                       | 20 avril 1949                            | Stade São Januário, Rio de Janeiro (Brésil)      | Équateur                                 | 0-1                                      | 0-4                                      | Champ. sud-am. 1949                      |
| 2.                                       | 24 avril 1949                            | Stade São Januário, Rio de Janeiro (Brésil)      | Brésil                                   | 3-1                                      | 7-1                                      | Champ. sud-am. 1949                      |
| 3.                                       | 17 mars 1956                             | Estadio Olímpico Universitario, Mexico (Mexique) | Costa Rica                               | 3-1                                      | 4-2                                      | Champ. panam. 1956                       |
| 4.                                       | 17 mars 1956                             | Estadio Olímpico Universitario, Mexico (Mexique) | Costa Rica                               | 3-2                                      | 4-2                                      | Champ. panam. 1956                       |

## Palmarès
Alianza Lima
- Championnat du Pérou (4) :
  - Champion : 1948, 1952, 1954 et 1955.
  - Meilleur buteur : 1949 (18 buts) et 1952 (22 buts)[4].